# حاجی‌محرم، قسطمونی
حاجی‌محرم (به ترکی استانبولی: Hacımuharrem) یک منطقهٔ مسکونی در ترکیه است که در قسطمونی واقع شده‌است.